# Gazpacho de jeringuilla
El gazpacho de jeringuilla se trata de un tipo de gazpacho típico de algunas zonas de la cocina andaluza. Consiste en una especie de ensalada que contiene una abundante cantidad de agua. En su elaboración se emplea, junto con hortalizas diversas, una gran cantidad de aceite de oliva, sal y vinagre. Todo ello mezclado a modo de emulsión. Este gazpacho de jeringuilla se sirve en tazones con las hortalizas finamente picadas. Se suele servir frío o helado. Es tomado como un alimento refrescante en los meses calurosos de verano. A diferencia de otros gazpachos majados (elaborados en mortero, como lo es el gazpacho andaluz) en este gazpacho las verduras se suelen picar finamente.